# Fraccionamiento Campestre de la Laguna
Fraccionamiento Campestre de la Laguna är en ort i Mexiko.   Den ligger i kommunen Acapulco de Juárez och delstaten Guerrero, i den södra delen av landet, 300 km söder om huvudstaden Mexico City. Fraccionamiento Campestre de la Laguna ligger 6 meter över havet och antalet invånare är 163.
Terrängen runt Fraccionamiento Campestre de la Laguna är platt åt sydost, men åt nordväst är den kuperad. Havet är nära Fraccionamiento Campestre de la Laguna söderut. Runt Fraccionamiento Campestre de la Laguna är det tätbefolkat, med 397 invånare per kvadratkilometer. Närmaste större samhälle är Acapulco, 13,6 km nordväst om Fraccionamiento Campestre de la Laguna. Omgivningarna runt Fraccionamiento Campestre de la Laguna är en mosaik av jordbruksmark och naturlig växtlighet.